# Margarita Cedeño
Margarita Maria Cedeño Lizardo, coniugata de Fernández (Santo Domingo, 1º maggio 1965), è una politica e avvocato dominicana.
È stata vicepresidente della Repubblica Dominicana dal 16 agosto 2012 al 16 agosto 2020. È stata primera dama della Repubblica Dominicana dal 2004 al 2012. Attualmente è membro del comitato politico del Partito della Liberazione Dominicana. Il 26 settembre 2021 ha annunciato la sua candidatura alla presidenza per conto del partito di appartenenza.

## Biografia
Cedeño è nata il 1° maggio 1965 a Santo Domingo figlia di Luis Emilio Cedeño Matos e Angela Margarita Lizardo Olivares.
Ha conseguito la laurea in giurisprudenza presso l'Università autonoma di Santo Domingo e un master in legislazione economica presso la Pontificia Universidad Católica Madre y Maestra. Ha inoltre partecipato a corsi e seminari presso l'Università di Georgetown e Harvard negli Stati Uniti e all'Università di Ginevra in Svizzera.
Ha collaborato con studi legali locali nella Repubblica Dominicana, tra cui lo studio legale del Dottor Abel Rodríguez del Orbe e Fernández y Asociados, di cui è membro associato. Tra il 1996 e il 2000, ha svolto l'attività di consigliera legale del Presidente della Repubblica Dominicana.
Il 16 ottobre 2009, Margarita Cedeño de Fernández è stata nominata Ambasciatrice di buona volontà dell'Organizzazione delle Nazioni Unite per l'alimentazione e l'agricoltura (FAO).

## Carriera politica
In qualità di Primera dama (2004–2012), coordinò insieme al suo staff alle politiche sociali dell'amministrazione del marito, generando programmi di salute ed educazione per bambini, giovani, ragazze madri e famiglie, in generale, come elemento chiave della società.

### Elezioni presidenziali del 2012
Il 10 aprile 2011, in una riunione del Comitato Centrale del Partito della Liberazione Dominicana, ha registrato la sua precandidatura per le elezioni presidenziali del 2012. È stata eletta vicepresidente di Danilo Medina il 20 maggio 2012. È diventata la seconda donna a ricoprire la carica di vicepresidente dopo che Milagros Ortiz Bosch è stata eletta sotto l'ex presidente Hipólito Mejía nel 2000-2004.